# Half Dome
Half Dome és un dom de granit que es troba en l'extrem occidental de la Vall de Yosemite al Parc Nacional de Yosemite, a Califòrnia, els Estats Units d'Amèrica. és una formació rocosa molt coneguda en el parc, anomenat així per la seva forma característica. Un dels seus costats és gairebé vertical mentre que els altres tres tenen forma llisa i arodonida, fet que la fa semblar una cúpula partida per la meitat. El cim de granit té una elevació d'uns 1.444m més que el nivell de la vall.

## Ascensos

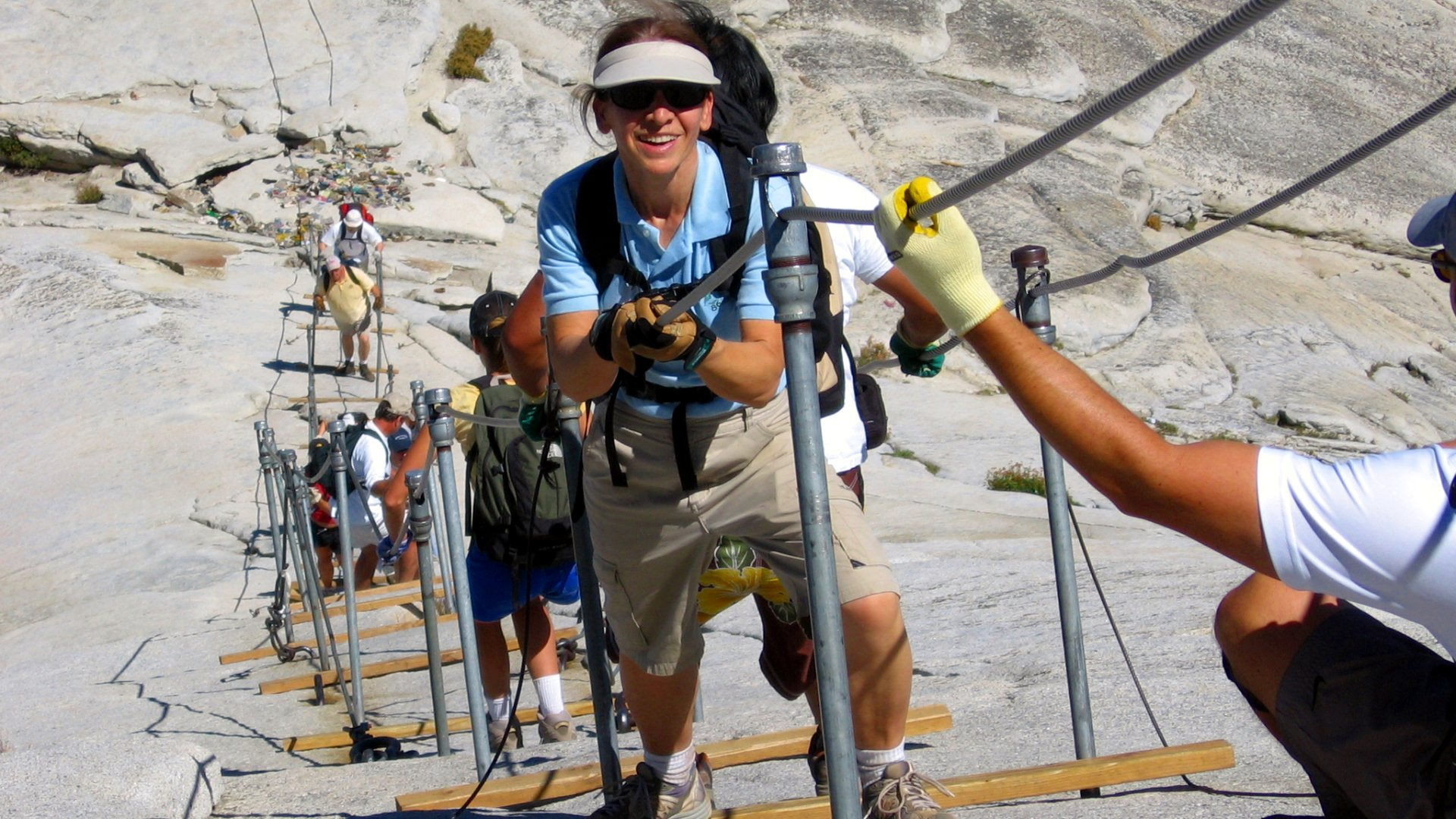
Excursionistes utilitzen cables en l'ascens al Half Dome

A finals de la dècada de 1870, Half Dome va ser descrita com "perfectament inaccessible" per Josiah Whitney del California Geological Survey. Finalment George G. Anderson va fer el cim l'octubre de 1875, a través d'una ruta construïda perforant i cargolant armelles de ferro en la superfícia plana del granit.
Avui en dia, es pot coronar el cim del Half Dome seguint diversos camins diferents. Milers d'excursionistes arriben fins al cim cada any a través d'un camí d'uns 13,7 km des de la vall. Després d'un tros d'uns rigurosos 3,2 km, inclosos centenars de metres d'escales de granit, es fa la pujada final per la cara est, costeruda però tanmateix arrodonida, amb l'ajuda d'un parell de cables d'acer amarrats a uns barrots de ferro clavats a la roca que van ser construïts originalment l'any 1919, a prop de la ruta que va seguir Anderson.
Alternativament, hi ha una dotzena de vies d'escalada que van des de la vall fins a la cara vertical nord-oest de Half Dome. El primer ascens tècnic va ser l'any 1957 seguint una ruta que havien dominat Royal Robbins, Mike Sherrick, i Jerry Gallwas, avui coneguda com la Regular Northwest Face. El seu èpic ascens de cinc dies va ser la primera escalada de Grau VI dels Estats Units. La seva ruta s'ha fet en escalada lliure unes quantes vegades en tan sols unes hores. Altres rutes tècniques pugen per la cara sud i pel vessant oest.

## La Cable Route
L'excursió de la Cable Route de la Half Dome va des de la vall fins a dalt del dom en 13 km (a través del camí Mist Trail), amb 1.460m d'elevació acumulada. La longitud i la dificultat del camí feia que no fos gaire transitat en comparació amb altres camins del parc, però recentment l'afluència del camí ha augmentat fins a les 800 persones en un mateix dia. Es pot fer la ruta en un sol dia des de la vall, però molta gent decideix fer-la en dos dies acampant a la Little Yosemite Valley. El camí puja deixant enrere la cascada Vernal Falls i Nevada Falls, segueix per la vall Little Yosemite, i segueixen cap al nord en direcció a la base del vessant nord-est del mateix Half Dome.